# Tennis al XV Festival olimpico estivo della gioventù europea
Le competizioni di tennis al XVII Festival olimpico estivo della gioventù europea si sono svolte dal 21 al 27 luglio 2019 a Baku, in Azerbaigian

## Podi
| Evento              | Oro               | Argento          | Bronzo             |
| Singolare maschile  | Daniel Mérida     | Vilius Gaubas    | Niccolò Ciavarella |
| Singolare femminile | Matilda Mutavdzic | Maria Sholokhova | Dominika Šalková   |
| Doppio maschile     | Rep. Ceca         | Polonia          | Spagna             |
| Doppio femminile    | Bielorussia       | Russia           | Rep. Ceca          |